# Гетероциклические соединения
Гетероциклические соединения (гетероциклы) (от др.-греч. ἕτερος — другой) — органические соединения, содержащие циклы, в состав которых входят атомы, помимо углерода и водорода. Могут рассматриваться как карбоциклические соединения с гетерозаместителями (гетероатомами) в цикле. Наиболее разнообразны и хорошо изучены ароматические азотсодержащие гетероциклические соединения. Предельные случаи гетероциклических соединений — соединения, не содержащие атомов углерода в цикле, например, пентазол.

## Реакционная способность
Особенности реакционной способности гетероциклических соединений по сравнению с их карбоциклическими аналогами обуславливаются именно такими гетерозаместителями. В качестве гетероатомов чаще всего выступают элементы второго периода (N, O) и S, реже — Se, P, Si и др. элементы. Как и в случае карбоциклических соединений, наиболее специфические свойства гетероциклических соединений проявляют ароматические гетероциклические соединения (гетероароматические соединения). В отличие от атомов углерода карбоциклических ароматических соединений, гетероатомы могут отдавать в ароматическую систему не только один (гетероатомы пиридинового типа), но и два (гетероатомы пиррольного типа) электрона. Гетероатомы пиррольного типа обычно входят в состав пятичленных циклов (пиррол, фуран, тиофен). В одном гетероцикле могут сочетаться оба типа гетероатомов (имидазол, оксазол). Особенности реакционной способности гетероароматических соединений определяются распределением электронной плотности в цикле, которая, в свою очередь, зависит от типов гетероатомов и их электроотрицательности.

### Нуклеофильность
Так, для пятичленных гетероциклов с одним гетероатомом (пиррольный тип), ароматический секстет электронов распределяется по пяти атомам цикла так, что ведёт к высокой нуклеофильности этих соединений. Для них характерны реакции электрофильного замещения, они весьма легко протонируются по пиридиновому азоту (предпочтительно, см. далее) или углероду цикла, галогенируются и сульфируются в мягких условиях. Реакционная способность при электрофильном замещении убывает в ряду пиррол > фуран > селенофен > тиофен > бензол.
Введение гетероатомов пиридинового типа в пятичленные гетероциклы ведёт к снижению электронной плотности, нуклеофильности, и, соответственно, реакционной способности в реакциях электрофильного замещения, то есть эффект аналогичен влиянию электроноакцепторных заместителей для производных бензола. Азолы реагируют с электрофилами подобно пирролам с одним или несколькими электроноакцепторными заместителями в кольце, а для оксазолов и тиазолов становится возможным лишь при наличии активирующих заместителей с +M-эффектом (амино- и гидроксигруппы).
Для шестичленных гетероциклов (пиридиновый тип) пониженная по сравнению с бензолом электронная плотность ведёт с пониженной нуклеофильности этих соединений: реакции электрофильного замещения идут в жёстких условиях. Так, пиридин сульфируется олеумом при 220—270 °C.

### Нуклеофильность гетероатомов
Для азотсодержащих гетероциклических соединений с азотом пиридинового типа п-электронная плотность максимальна именно на атоме азота. В качестве иллюстрации можно привести расчётную п-электронную плотность для пиридина:
| Положение атома | Электронная плотность |
| --------------- | --------------------- |
| 1 (N)           | 1.43                  |
| 2 (α)           | 0.84                  |
| 3 (β)           | 1.01                  |
| 4 (γ)           | 0.87                  |

Соответственно, атаки электрофилов в этом случае направляются на пиридиновый атом азота. В качестве электрофилов могут выступать разнообразные алкилирующие и ацилирующие агенты (реакция кватернизиции с образованием соответствующих четвертичных солей) и надкислоты (с образованием N-оксидов).
Атом азота пиррольного типа значительно менее нуклеофилен — алкилирование N-замещенных имидазолов идёт преимущественно по азоту пиридинового типа, однако, при депротонировании незамещённого пиррольного азота направление замещения обращается. Так, 4-нитроимидазол при метилировании в нейтральных условиях даёт в основном 1-метил-5-нитроимидазол, а в щелочных растворах (где субстратом является его депротонированная форма) главным продуктом реакции оказывается 1-метил-4-нитроимидазол.
Такое повышение нуклеофильности азота пиррольного типа при депротонировании типично для всех гетероароматических соединений, однако направление атаки электрофила зависит от степени диссоциации образующегося аниона: если индолил- и пирролилмагнийгалогениды подвергаются электрофильной атаке преимущественно по углероду, то соответствующие соли щелочных металлов реагируют в основном по атому азота. Подтверждением влияния диссоциации комплекса N-анион — металл на направление реакции является обращения направления электрофильной атаки при реакции индолилмагнийгалогенидов с метилйодидом в ГМФТА вследствие промотируемой растворителем диссоциации магниевого комплекса.

### Электрофильность
Электрофильность гетероароматических соединений растёт при падении п-электронной плотности, то есть при увеличении числа гетероатомов и, при их равном числе, выше для шестичленных, по сравнению с пятичленными, гетероциклами. Так, для пирролов и индолов реакции нуклеофильного замещения атипичны, пиридин и бензимидазол аминируются амидом натрия, а 1,3,5-триазин быстро гидролизуется до формиата аммония уже в водном растворе.

### Реакционная способность заместителей и боковых цепей
Реакционная способность неароматических гетероциклических близка к таковой их ациклических аналогов с поправкой на стерические эффекты.
В случае гетероароматических соединений на реакционную способность боковых цепей существенно влияют мезомерные эффекты. Кислотность метиленовых водородов в 2- и 4-замещённых пиридинах существенно повышена: так, альдольная конденсация 2-метилпиридина (α-пиколина) с формальдегидом с образованием 2-этоксиэтил-2-пиридина с последующей его дегидратацией служит промышленным методом синтеза 2-винилпиридина.

## Номенклатура
В химии гетероциклические соединения в силу исторических причин широко применяются тривиальные названия; так, например, при именовании пяти- и шестичленных соединений, содержащих 1 или 2 гетероатома N, O или S в подавляющем большинстве случаев используются тривиальные названия.
Систематическая номенклатура гетероциклических соединений строится по правилам, предложенным Ганчем и Видманом.
| Простые гетероциклы с одним гетероатомом | Простые гетероциклы с одним гетероатомом | Простые гетероциклы с одним гетероатомом | Простые гетероциклы с одним гетероатомом | Простые гетероциклы с одним гетероатомом | Простые гетероциклы с одним гетероатомом | Простые гетероциклы с одним гетероатомом |                          |
|                                          | Насыщенные гетероциклы                   | Насыщенные гетероциклы                   | Насыщенные гетероциклы                   | Ненасыщенные гетероциклы                 | Ненасыщенные гетероциклы                 | Ненасыщенные гетероциклы                 | Ненасыщенные гетероциклы |
| Гетероатом                               | Азот                                     | Кислород                                 | Сера                                     | Азот                                     | Кислород                                 | Сера                                     |                          |
| Трёхчленные                              | Трёхчленные                              | Трёхчленные                              | Трёхчленные                              | Трёхчленные                              | Трёхчленные                              | Трёхчленные                              |                          |
| ---------------------------------------- | ---------------------------------------- | ---------------------------------------- | ---------------------------------------- | ---------------------------------------- | ---------------------------------------- | ---------------------------------------- | ------------------------ |
| Систематическое название                 | Азиридин                                 | Оксиран                                  | Тииран                                   | Азирин                                   | Оксирен                                  | Тиирен                                   |                          |
| Тривиальное название                     | Этиленимин                               | Этиленоксид                              | Этиленсульфид                            | -                                        | -                                        | -                                        |                          |
| Структура                                |                                          |                                          |                                          |                                          |                                          |                                          |                          |
| Четырёхчленные                           |                                          |                                          |                                          |                                          |                                          |                                          |                          |
| Систематическое название                 | Азетидин                                 | Оксетан                                  | Тиетан                                   | Азет                                     | Оксет                                    | Тиет                                     |                          |
| Тривиальное название                     | 1,3-Пропиленимин                         | Триметиленоксид                          | Триметиленсульфид                        | Азациклобутадиен                         | -                                        | -                                        |                          |
| Структура                                |                                          |                                          |                                          |                                          |                                          |                                          |                          |
| Пятичленные                              |                                          |                                          |                                          |                                          |                                          |                                          |                          |
| Систематическое название                 | Азолидин                                 | Оксолан                                  | Тиолан                                   | Азол                                     | Оксол                                    | Тиол                                     |                          |
| Тривиальное название                     | Пирролидин                               | Тетрагидрофуран                          | Тетрагидротиофен                         | Пиррол                                   | Фуран                                    | Тиофен                                   |                          |
| Структура                                |                                          |                                          |                                          |                                          |                                          |                                          |                          |
| Шестичленные                             |                                          |                                          |                                          |                                          |                                          |                                          |                          |
| Систематическое название                 | Азинан                                   | Оксан                                    | Тиан                                     | Азин                                     | Оксиний                                  | Тииний                                   |                          |
| Тривиальное название                     | Пиперидин                                | Тетрагидропиран                          | Тетрагидротиопиран                       | Пиридин                                  | Пирилий                                  | Тиопирилий                               |                          |
| Структура                                |                                          |                                          |                                          |                                          |                                          |                                          |                          |
| Семичленные                              |                                          |                                          |                                          |                                          |                                          |                                          |                          |
| Систематическое название                 | Азепан                                   | Оксепан                                  | Тиепан                                   | Азепин                                   | Оксепин                                  | Тиепин                                   |                          |
| Тривиальное название                     | Гексаметиленимин                         | Гексаметиленоксид                        | Гексаметиленсульфид                      | Азатропилиден                            | Оксациклогептатриен                      | -                                        |                          |
| Структура                                |                                          |                                          |                                          |                                          |                                          |                                          |                          |

Основа названия присваивается гетероциклу в зависимости от размера цикла, а также от содержащихся в нём гетероатомов: для азотсодержащих гетероциклов часто применяют отдельный набор основ. Для насыщенных и максимально ненасыщенных гетероциклов также применяют различные наборы основ. Также иногда применяются специальные основы для указания на частичную ненасыщенность гетероцикла.
Насыщенные
- -иран (для трёхчленного цикла),
- -етан (для четырёхчленного цикла),
- -олан (для пятичленного цикла),
- -ан (для шестичленного цикла),
- -епан (для семичленного цикла),
- -окан (для восьмичленного цикла),
- -онан (для девятичленного цикла),
- -екан (для десятичленного цикла),

Ненасыщенные
- -ирен (для трёхчленного цикла),
- -ет (для четырёхчленного цикла),
- -ол (для пятичленного цикла),
- -ин (для шестичленного цикла),
- -епин (для семичленного цикла),
- -оцин (для восьмичленного цикла),
- -онин (для девятичленного цикла),
- -ецин (для десятичленного цикла),

содержащие азот

Насыщенные
- -еридин (для трёхчленного цикла),
- -етидин (для четырёхчленного цикла),
- -оллидин (для пятичленного цикла),
- -инан (для шестичленного цикла),
- -епан (для семичленного цикла),
- -окан (для восьмичленного цикла),
- -онан (для девятичленного цикла),
- -екан (для десятичленного цикла),

Ненасыщенные
- -ирин (для трёхчленного цикла),
- -ет (для четырёхчленного цикла),
- -ол (для пятичленного цикла),
- -ин (для шестичленного цикла),
- -епин (для семичленного цикла),
- -оцин (для восьмичленного цикла),
- -онин (для девятичленного цикла),
- -ецин (для десятичленного цикла),

## Биологическое значение
Гетероциклические соединения широко распространены в живой природе и имеют важное значение в химии природных соединений и биохимии. Функции, выполняемые этими соединениями весьма широки — от структурообразующих полимеров (производные целлюлозы и других циклических полисахаридов) до коферментов и алкалоидов.

## Производство и применение
Некоторые гетероциклические соединения получают из каменноугольной смолы (пиридин, хинолин, акридин и пр.) и при переработке растительного сырья (фурфурол). Многие природные и синтетические гетероциклические соединения — ценные красители (индиго), лекарственные вещества (хинин, морфин, акрихин, пирамидон). Гетероциклические соединения используют в производстве пластмасс, как ускорители вулканизации каучука, в кинофотопромышленности.